# Národní parky v Zambii
V Zambii se nachází dvacet národních parků. Některé z nich však nejsou udržovány, nemají žádné zázemí a jen málo zvířat. Další zambijské národní parky disponují velkou koncentrací živočichů a jsou turisty hojně navštěvovány.

## Přehled parků

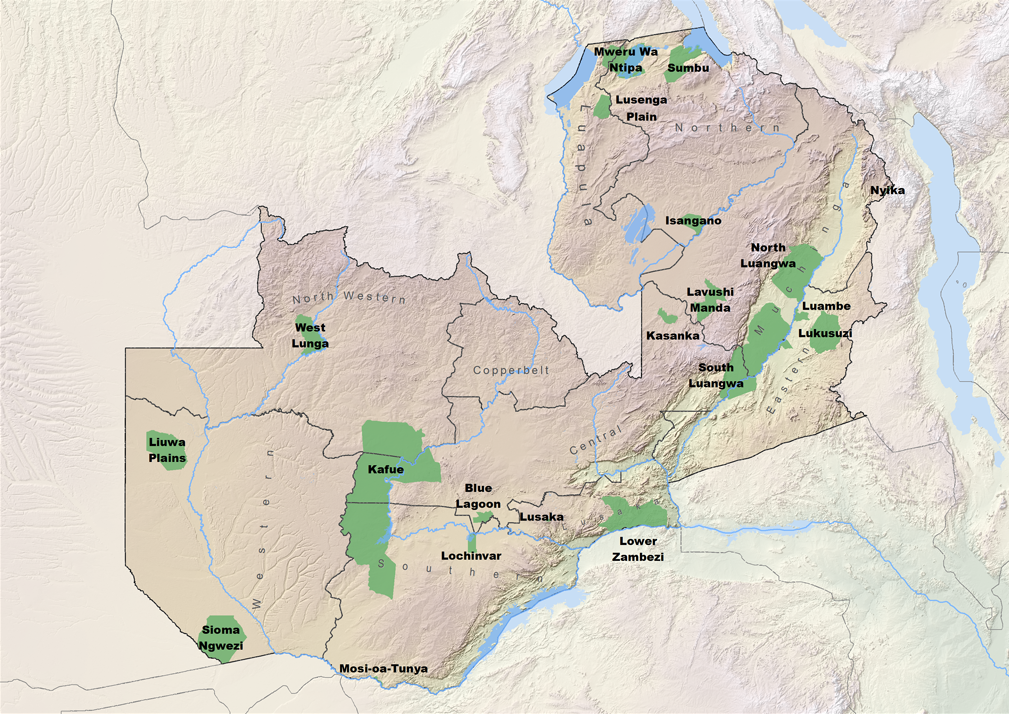
mapa zambijských národních parků

| Název                        | Provincie                                            | Rozloha    | Vznik |
| ---------------------------- | ---------------------------------------------------- | ---------- | ----- |
| Národní park Blue Lagoon     | Centrální provincie                                  | 500 km²    | 1965  |
| Národní park Dolní Zambezi   | Lusaka                                               | 4 092 km²  | 1983  |
| Národní park Isangano        | Západní provincie                                    | 840 km²    | 1972  |
| Národní park Jižní Luangwa   | Muchinga, Centrální a Východní provincie             | 9 050 km²  | 1972  |
| Národní park Kafue           | Centrální provincie, Severozápadní a Jižní provincie | 22 400 km² | 1924  |
| Národní park Kasanka         | Centrální provincie                                  | 390 km²    | 1972  |
| Národní park Lavushi Manda   | Muchinga                                             | 1 500 km²  | 1972  |
| Národní park Liuwa Plain     | Západní provincie                                    | 3 660 km²  | 1972  |
| Národní park Lochinvar       | Jižní provincie                                      | 428 km²    | 1972  |
| Národní park Luambe          | Východní provincie                                   | 254 km²    | 1938  |
| Národní park Lukusuzi        | Východní provincie                                   | 2 540 km²  | 1972  |
| Národní park Lusaka          | Lusaka                                               | 67,15 km²  | 2011  |
| Národní park Lusenga Plain   | Luapula                                              | 800 km²    | 1972  |
| Národní park Mosi-oa-Tunya   | Jižní provincie                                      | 66 km²     | 1972  |
| Národní park Mweru Wantipa   | Luapula a Severní provincie                          | 3 134 km²  | 1972  |
| Národní park Nsumbu          | Severní provincie                                    | 2 020 km²  | 1972  |
| Národní park Nyika           | Muchinga                                             | 3 134 km²  | 1965  |
| Národní park Severní Luangwa | Muchinga                                             | 4 636 km²  | 1972  |
| Národní park Sioma Ngwezi    | Západní provincie                                    | 5 000 km²  | -     |
| Národní park Západní Lunga   | Severozápadní provincie                              | 1 684 km²  | 1972  |

## Správa
Národní parky v Zambii jsou spravovány organizací Zambia Wildlife Authority, samosprávným orgánem zambijského Ministerstva turismu, životního prostředí a přírodních zdrojů. Správu národních parků tato organizace převzala od služby National Parks and Wildlife Service, která byla značně podfinancována. Z dvaceti parků nemělo pět nikdy svůj management a zázemí a nedisponuje rozsáhlejším zvířectvem; Isangano, Lavushi Manda, Lusenga Plain, Mweru Wantipa, a Západní Lunga. Tři parky sice disponují velkým počtem zvěře, ale doposud nejsou rozvinuty. Buď z důvodu špatné správy, nebo kvůli preferenci sousedního parku turisty; Lukusuzi, Luambe, a Severní Luangwa. Další tři parky též mají dostatek zvířat, ale jsou velmi odlehlé; Liuwa Plain, Sioma Ngwezi, a Nyika. Zbylé parky jsou v dobrém stavu kromě Nsumbu, které prošlo úpadkem z důvodu špatné dopravní infrastruktury, a Mosi-oa-Tunya, jehož zoologická sekce potřebuje obnovu.